# Арнэут, Рэзван
Рэзван Арнэут (рум. Răzvan Arnăut; 28 сентября 1998, Констанца, Румыния) — румынский борец греко-римского стиля, призёр чемпионатов Европы.

## Карьера
В марте 2019 года в сербском Нови-Саде в финале чемпионата Европы среди спортсменов до 23 лет уступил Керему Камалу из Турции, став серебряным призёром. В апреле 2021 года в Варшаве, одолев в малом финале поляка Гжегожа Кункеля, стал бронзовым призёром чемпионата Европы. В феврале 2024 года на чемпионате Европы в Бухаресте, одержав победу в схватке за 3 место над Юстасом Петравичюсом из Литвы завоевал бронзовую медаль. 